# Майна індійська

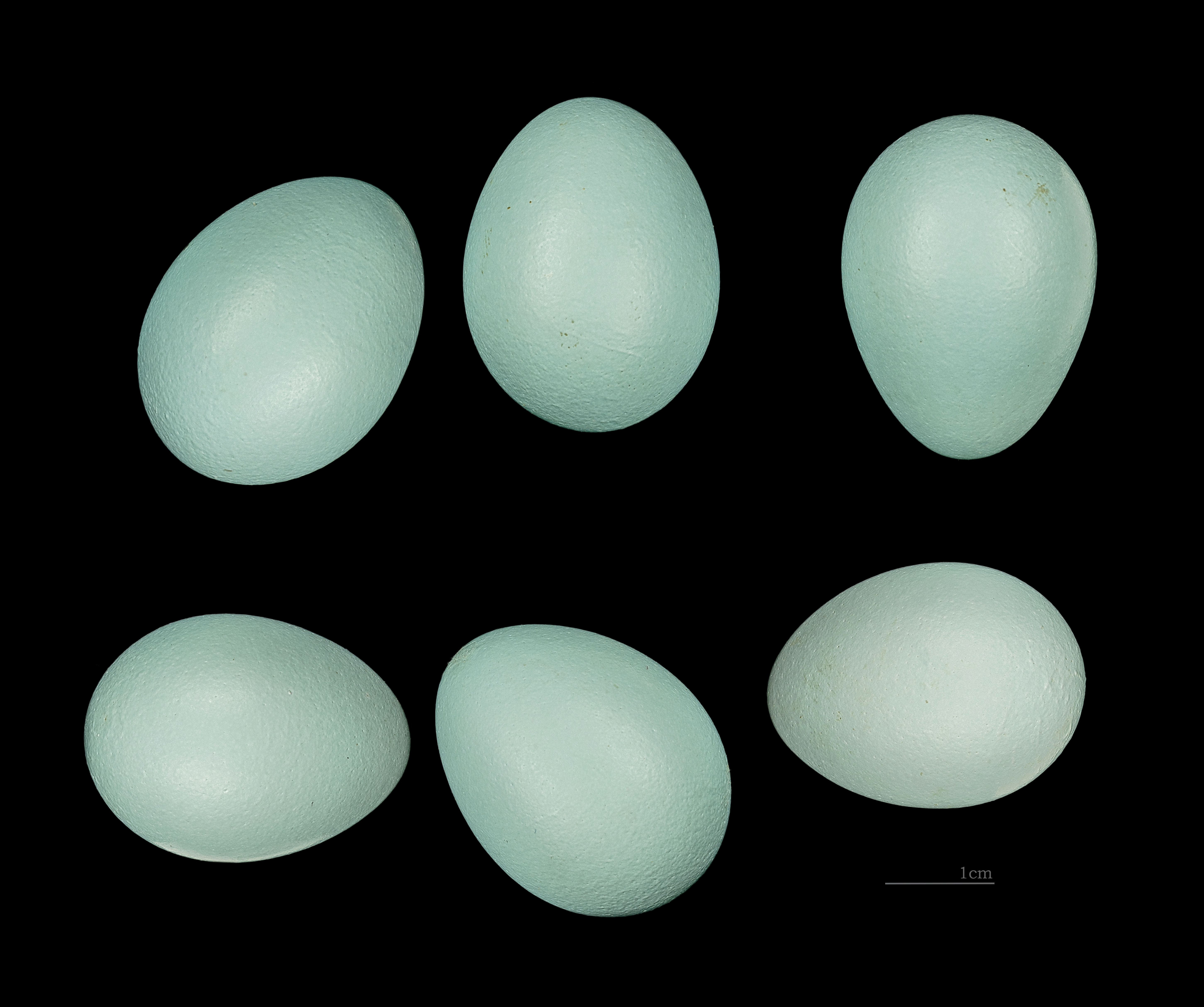
Acridotheres tristis

Майна індійська (Acridotheres tristis) — вид горобцеподібних птахів родини шпакових. Нараховує 12 підвидів.

## Поширення
Основне місце проживання — тропічні райони південної Азії від Афганістану до Індії, Шрі-Ланки , В*єтнаму та Таїланду. Були завезені та широко поширились у Південній Африці, Ізраїлі, на Гавайях, у Північній Америці, в Австралії, в Новій Зеландії. Протягом ХХ ст. ареал поширився на регіони Середньої Азії, де на очах одного покоління з екзотичного птаха майна стала одним з найпоширеніших птахів.

## Особливості екології
Населяють відкриті території серед лісистої місцевості, у районах з сільськогосподарською діяльністю та поблизу від житла людини. Гніздиться у пустотах дерев або порожнинах стін. У кладці 4—6 яєць.

## Харчування
Харчуються комахами та фруктами, відходами людського столу. Приносять велику користь, знищуючи сарану та коників, чому цей рід і отримав латинську назву Acridotheres, «мисливець на коників», за якими він постійно мігрує. У рік, з урахуванням вигодовування пташенят, майна з'їдає 150 тисяч комах.

## Зміст
Майна — прекрасний пересмішник. Під час співу наслідує каркання, крик, щебетання, клацаннях та свист, скрип тощо. Швидко приручаються і дуже популярні як домашні тварини при утриманні в клітках. Прекрасно співають та можуть «говорити». Ступінь відтворення людської мови на рівні сірого папуги жако.
У неволі живуть 40—50 років.